# Alberto Sarraín
 Alberto Sarraín (nombre completo: Alberto Felipe González-Sarraín Yániz, La Habana, 8 de agosto de 1949) es un director de teatro, dramaturgo y ensayista cubano, que vive en Estados Unidos. Ha dirigido y asesorado numerosas obras de teatro en Cuba, España, Estados Unidos y Venezuela.

## Biografía

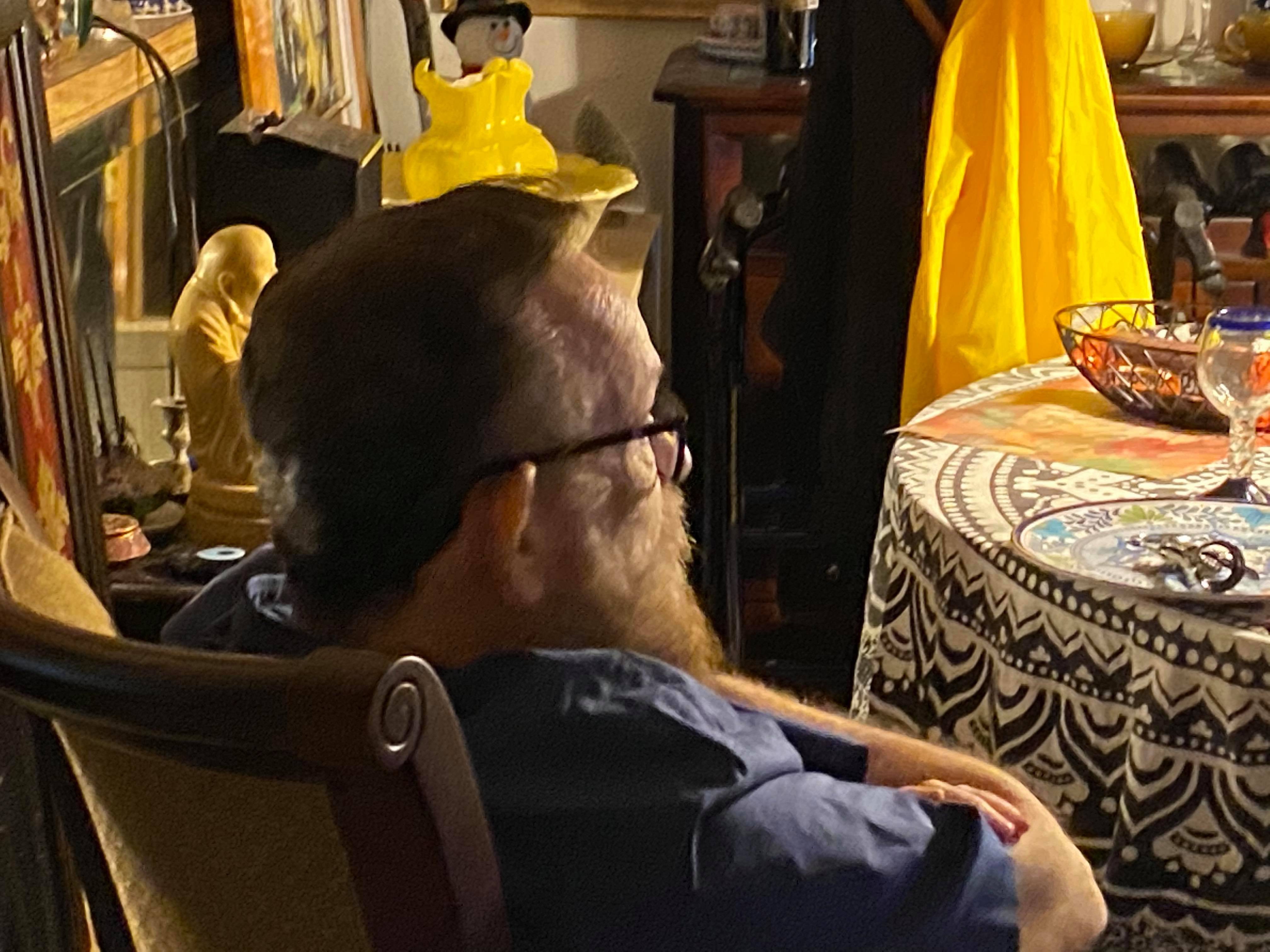
Alberto Sarraín dirigiendo una obra.

Actualmente enseña español en para el Departamento de Lenguas Modernas y Literatura de la Universidad de Miami, como profesor de español. Graduado (2016) de una maestría en Literatura Española en la Universidad Internacional de la Florida (FIU). Graduado (2013) en Nova Southeastern University, Davie, Florida. una Maestría en Ciencias de la Educación, especialización: Español. Obtuvo el título de psicólogo clínico en 1976, en la Universidad de La Habana. En su época de estudiante comenzó a actuar y en dos oportunidades —1973 y 1975— ganó el premio como mejor actor del Festival Nacional de Teatro Universitario. En Cuba trabajó en su profesión y también como asesor y asistente de dirección del grupo de extensión teatral de Teatro Estudio. 
En 1979 emigró a Estados Unidos, donde se consagró al teatro. Ha compaginado su actividad como director con la de profesor, y en ambos campos su labor ha sido reconocida con prestigiosos premios. El archivo literario de Alberto Sarraín se encuentra en la Cuban Heritage Collection, Universidad de Miami. 

## Dirección
- 2020  "Maneras de usar el corazón por fuera" de Yerandy Fleites. Premio Virgilio Piñera de dramaturgia cubana. Producción Compañía "El Cuartel", CNAE, La Habana, Cuba. Directora General Sahily Moreda Gallardo.

- 2019  "Maneras de usar el corazón por fuera" de Yerandy Fleites. Premio Virgilio Piñera de dramaturgia cubana. Producción La Má Teodora, el Archivo Digital de Teatro Cubano, Miami, USA. "HavanaFama Teatro Íntimo". Director general Juan Roca.
- 2017  "La noche de las tríbadas" Dirección y versión de Alberto Sarraín a partir del texto escrito por Per Olov IEnquist. Producción La Má Teodora, el Archivo Digital de Teatro Cubano de UM, Miami, USA y Joseph Carter Memorial Fund.
- 2015  "Un mundo de cristal" versión libre de José Ignacio Cabrera y Alberto Sarraín sobre la obra de Tennessee Williams, The Glass Menagerie. Dirección y puesta en escena de Alberto Sarraín. Producción José Ignacio Cabrera, Alberto Sarraín, Akuara Teatro, La Má Teodora y Archivo Digital de Teatro Cubano de UM, Miami, USA.
- 2014 "El día que me quieras" de José Ignacio Cabrujas. Dirección y puesta en escena de Alberto Sarraín. Akuara Teatro, La Má Teodora y Archivo Digital de Teatro Cubano de UM, Miami, USA.
- 2013 "Huevos" de Ulises Rodríguez Febles. Versión, dirección y puesta en escena de Alberto Sarraín. Akuara Teatro, La Má Teodora y Archivo Digital de Teatro Cubano de UM, Miami, USA.
- 2013 "Fango", de María Irene Fornés, traducción, versión y puesta en escena de Alberto Sarraín. Akuara Teatro, La Má Teodora y Archivo Digital de Teatro Cubano de UM, Miami, USA.
- 2013 "Contigo, pan y cebolla", de Héctor Quintero. Akuara Teatro, La Má Teodora y Archivo Digital de Teatro Cubano de UM, Miami, USA
- 2012 "Nevada", de Abel González Melo. Akuara Teatro, La Má Teodora y Archivo Digital de Teatro Cubano de UM, Miami, USA
- 2012 "Cartas de amor a Stalin", de Juan Mayorga. La Mä Teodora y Archivo Digital de Teatro Cubano de UN, Teatro Abanico, Miami. USA.
- 2011 Fango, de María Irene Fornés. Traducción y versión de Alberto Sarraín. Artenlace, Teatro La Usina, Madrid. España.
- 2010 Talco, de Abel González Melo. La Má Teodora, Archivo digital de teatro cubano, Universidad de Miami. Teatro Abanico, Miami, USA.
- 2009 Chamaco, de Abel González Melo. La Má Teodora, Archivo digital de teatro cubano, Universidad de Miami. Teatro Trail, Miami, USA
- 2009 Chamaco, de Abel González Melo. Teatro Semi-montado. Archivo Teatral Cubano, Universidad de Miami. Teatro en Miami Studio.
- 2008 Ataraxia, de Abel González Melo. Lectura dramatizada. Editorial Tablas/Alarcos, Eventos Teóricos del Festival de Camagüey. Sala Argos Teatro, La Habana.
- 2008 El día que me quieras, de José Ignacio Cabrujas. Teatro Icarón, Matanzas, Cuba.
- 2007 Los siete contra Tebas de Antón Arrufat. Mefisto Teatro, La Habana.
- 2006 La Chunga de Mario Vargas Llosa. G y F Producciones Artísticas, Madrid.
- 2005 Morir del cuento de Abelardo Estorino, Compañía Hubert de Blanck, Teatro Sauto, Matanzas; Teatro Hubert de Blanck, La Habana.
  - Chamaco de Abel González Melo, Teatro semimontado. Fundación Ludwig de Cuba, La Habana.
- 2004 Abrázame fuerte de Jorge Ignacio Cortiñas, Lectura dramatizada. Sala Rita Montaner y Fundación Ludwig, La Habana.
- 2002 Parece blanca de Abelardo Estorino. Primera coproducción teatral entre el Consejo Nacional de las Artes Escénicas de Cuba y un grupo de cubanos de la diáspora. Sala Covarrubias, Teatro Nacional de Cuba, La Habana; Teatro Caridad, Santa Clara; Teatro Sauto, Matanzas.
  - Manteca de Alberto Pedro Torriente, La Má Teodora, Teatro La Magaña, Miami.
- 2001 Cuentas pendientes, de Alberto Sarraín. La Má Teodora, Sala El hueco, Miami.
- 2000 El día que me quieras de José Ignacio Cabrujas. La Má Teodora, Teatro Manuel Artime, Miami.
- 1999 Alto riesgo de Eugenio Hernández Espinosa. La Má Teodora. Sala del Centro para el Desarrollo de las Artes. Miami.
- 1998 Delirio habanero de Alberto Pedro Torriente. Compañía del Teatro Hispano de los Estados Unidos; Teatro de La Villa, Madrid; Festival Iberoamericano de Cádiz; Muestra Internacional de Teatro de Málaga; Festival de Las Artes, San José de Costa Rica; Festival Centroamericano de Teatro, San Salvador; Creation Art Center, Miami. 
  - Réquiem por Yarini de Carlos Felipe. La Má Teodora. Teatro Manuel Artime, Miami.
- 1997 Delirio habanero de Alberto Pedro Torriente. Black Box Theater, Miami.
  - Manteca de Alberto Pedro Torriente. Black Box Theater, Miami, FL, EUA.
- 1996 La noche de Abilio Estévez, Premio Tirso de Molina, Estreno Mundial. La Má Teodora. Teatro Manuel Artime, Miami.
  - La Chunga de Mario Vargas Llosa, La Má Teodora. Creation Art Center, Miami; Area Stage Theatre, Miami Beach.
  - De Cuba de Abilio Estévez, La Má Teodora, Teatro La Cueva, Miami.
- 1995 Santa Cecilia de Abilio Estévez. La Má Teodora, Creation Art Center, Miami.
- 1994 La noche de los asesinos de José Triana, Festival Internacional de Teatro de Occidente, Portuguesa, Venezuela; Festival Internacional de Teatro de Oriente, Venezuela. 
  - La Tarumba de Federico García Lorca, Compañía Regional de Teatro del Estado Portuguesa, Festival Internacional de Teatro de Occidente, Venezuela.
  - 1993 Los mangos de Caín de Abelardo Estorino. Compañía Regional de Teatro de Apure, Venezuela; Festival Internacional de Teatro de Occidente, Venezuela.
- 1992 El día que me quieras de José Ignacio Cabrujas. Creation Art Center, Miami.
- 1991 La verdadera culpa de Juan Clemente Zenea de Abilio Estévez. Festival Internacional de Teatro Hispano de Miami.
- 1990 El día que me quieras de José Ignacio Cabrujas (en inglés y español) Teatro Avante, Festival Internacional de Teatro Hispano de Miami.
- 1989 La Chunga de Mario Vargas Llosa. Teatro Avante, Minorca Playhouse. Miami.
- 1988 Bodas de sangre de Federico García Lorca. Teatro Avante, Festival Internacional de Teatro Hispano de Miami.
  - La Chunga de Mario Vargas Llosa. Teatro Avante. Creation Ballet, Miami.
- 1987 Electra Garrigó de Virgilio Piñera. Miami Dade Community College, Wolfson Campus. Miami.
  - Una caja de zapatos vacía de Virgilio Piñera. Estreno Mundial. Teatro Avante, Festival Internacional de Teatro Hispano de Miami; Festival Internacional de Teatro, Puebla, México; Versión inglesa de Luis González Cruz; Festival Regional de Teatro de los Estados Unidos, Daytona Beach; Teatro Avante, Dade County Auditórium, Miami.
- 1986 False Alarm de Virgilio Piñera, versión inglesa de René Alejandro. Teatro Avante; Festival de Teatro Étnico. Miami Dade Community College Auditórium.
- 1985 El pagador de promesas de Alfredo Dias Gomes. Escuela de Teatro Juana Sujo, Caracas.
  - Paraíso 2020 de José Gabriel Núñez. Festival de Teatro César Rengifo, Caracas.
- 1984 La revolución de Isaac Chocrón. Teatro para dos, Sala La Danza. Miami.
  - Picnic en el campo de batalla de Fernando Arrabal, Festival de Teatro Étnico, Teatro Avante, Miami.
  - Las brujas de Salem de Arthur Miller. Teatro Avante, Miami.
- 1983 Don Gil de las calzas verdes de Tirso de Molina. Teatro Avante, Miami.
  - Los monstruos sagrados de Jean Cocteau. Teatro Avante, Miami.
- 1982 Ninette y un señor de Murcia de Miguel Mihura, Thalia Spanish Theater, Nueva York.
  - Medea de Jean Anouilh, H.O.L.A. Festival, Nueva York.
- 1981 Las pericas de Nicolás Dorr. Latin American Theater Esemble. Nueva York.
  - Un idilio ejemplar de Ferenc Molnár. Latin American Theater Esemble. Nueva York.

## Premios y distinciones
- 2006 Mención Premio de Dramaturgia Virgilio Piñera por Soledades. Editorial

Tablas/Alarcos. La Habana.
- 2005 Premio Villanueva de la sección de crítica de la Unión de Escritores y Artistas de Cuba, por la puesta en escena de Morir del cuento de Abelardo Estorino.
- 2001 Premio PEN/Newman otorgado por el PEN Club de Nueva York y Paul Newman por su defensa a la libertad de expresión en Estados Unidos.
  - Premio Howard Kleinberger del Círculo de Críticos de Teatro de la Florida.
- 1989 Premio Fulbright para el intercambio de profesores universitarios, Chile. Profesor de Teatro. Agencia de Información de Los Estados Unidos (USIA).
- 1988 Premio Fulbright para el intercambio de profesores universitarios, Colombia. Profesor de Teatro. Agencia de Información de Los Estados Unidos (USIA).
- 1985 Mejor director por Paraíso 2020, de José Gabriel Núñez en el Festival César Rengifo. Caracas.

## Docencia (Dirección, Psicología del Teatro, Semiótica, Actuación, Análisis Dramatúrgico)
En Estados Unidos
- Universidad del Sur de la Florida, Tampa.
- Repertorio Español, CUBATEATRO, Nueva York.
- Miami-Dade Community College, Wolfson Campus. Miami.
- Florida Memorial University. Miami.
- Institute for Cuban & Cuban-American Studies, Universidad de Miami.
- Latin American Theater Ensemble, Nueva York.
- Loyola Business School, Miami.

Como parte del Premio Fulbright de Intercambio de Profesores en Colombia
- Teatro Libre de Bogotá
- Teatro Popular de Bogotá
- Universidad de Caldas
- Universidad del Valle
- Centro Cultural Colombo Americano de Cali.
- Universidad del Magdalena.

Como parte del Premio Fulbright de Intercambio de Profesores en Chile
- Instituto Chileno Norteamericano de Cultura en Santiago.

En Venezuela
- Asociación de Profesionales del Teatro
- Escuela de Artes Escénicas Juana Sujo
- Escuela de Artes Escénicas Porfirio Rodríguez

## Textos, traducciones, conferencias, publicaciones y otras participaciones
- TCG: World Theatre Day Address Translation.
- Ser Cuba traducción de la obra "Becoming Cuba" de Melinda López
- Sonia se fuetraducción de la obra "Sonia Flew" fr Melinda López
- Baño de luna traducción de la obra "Bathing in Moonlight" de Nilo Cruz, para la producción de Arca Teatro.
- Huevos versión de la obra de Ulises Rodríguez Febles, para su puesta en escena en Akuara Teatro.
- Fango, traducción de la obra de María Irene Fornés Mud.
- Hortensia y el museo de sueños, traducción de la obra de Nilo Cruz Hortensia and the museum of dreams.
- El teatro como protagonista: La paradoja del teatro cubano de los 60", Conferencia. "Protagonistas de los 60", University of Miami, March, 2010.
- La pelea de una ciudad, versión de la obra Fight City Vineta de Fritz Kater, basada en la traducción homónima de Carla Imbrogno y Roman Setton, para la semana de Teatro Alemán en Cuba 2008, auspiciada por las Fundaciones Goethe y Ludwig y la casa editorial Tablas Alarcos.
- Cantata de Boca Ciega, traducción de la obra de Jorge Ignacio Cortiñas Blind Mouth Singing.
- Alquiler, traducción de la ópera rock de Jonathan Larson, Rent, para el Grupo de Teatro Lírico de Holguín, Cuba.
- Antón Arrufat: sus múltiples personas, ensayo para la presentación del libro La manzana y la flecha de Antón Arrufat en la XVII Feria Internacional del Libro de La Habana, febrero de 2008.
- Historia del encuentro, tropiezo y construcción de una puesta en escena para Los siete contra Tebas de Antón Arrufat, ensayo. Edición homenaje de Los siete contra Tebas, Colección Aire Frío, Casa Editorial Alarcos.
- Novísima dramaturgia cubana, prólogo para la obra Vacas de Rogelio Orizondo. Premio David 2007. Ediciones Unión.
- Miembro del jurado del concurso Virgilio Piñera 2018, convocado por la Editorial Tablas – Alarcos, La Habana.
- Miembro del jurado del concurso CARICATO 2008, de la Unión de escritores y Artistas de Cuba.
- Miembro del jurado del concurso Virgilio Piñera 2008, convocado por la Editorial Tablas – Alarcos, La Habana.
- Escena latina en los Estados Unidos, presentación de la Revista Conjunto, n. 143 (abril-jun. 2007) Casa de las Américas, Cuba.
- Revista Temas, panel Arte, exilio, emigración y diáspora cubana. La Habana.
- Miembro del jurado del concurso David de Teatro 2007, convocado por la Unión de Escritores y Artistas de Cuba.
- Miembro del jurado, Festival del Monólogo 2003, Ciudad de Cienfuegos, Cuba.
- Miembro de la Unión de Escritores y Artistas de Cuba.
- Cruzando el Río Bravo: del sueño americano a la pesadilla del actor, Festival Iberoamericano de Teatro de Cádiz. Conferencia publicada por la Revista Conjunto, n. 143 (abril-jun. 2007) Casa de las Américas, Cuba
- Presagio de un encuentro, Teatro: Memoria e Historia. VII Encuentro Internacional de Dramaturgia de La Valldigna. Conferencia publicada en la Colección Teatro siglo XXI, Serie Crítica, Universitat D València. Edición José Monleón y Nel Diago; por la revista Primer Acto, Madrid y Tablas, La Habana.
- Chaval, guion cinematográfico. (Inédito)
- Soledades, Finalista del Premio Virgilio Piñera. Editorial Tablas/Alarcos. La Habana, en el volumen: Teatro cubano actual, obras ganadoras del concurso Virgilio Piñera.
- Teatro cubano actual: Dramaturgia escrita en los Estados Unidos, Conferencia de presentación del libro publicado por la Editorial Tablas/Alarcos en el encuentro teórico del Festival Iberoamericano de Cádiz.
- Alguna cosita que alivie el sufrir (A Little Something to Ease the Pain) de René Alomá. Traducción. Estrenada por Teatro Avante, 1986, I Festival de Teatro Hispano de Miami y por Puerto Rican Traveling Theatre, 1987; publicada en Antología de teatro cubano contemporáneo, España, 1992
- Ana en el trópico (Anna in the Tropics) de Nilo Cruz. (Inédita)
- La conducta de la vida (The Conduct of Life) de María Irene Fornés, publicada en Teatro cubano actual, dramaturgia escrita en los Estados Unidos).
- En cualquier otro lugar menos éste (Any Place But Here) de Caridad Svich, publicada en Teatro cubano actual, dramaturgia escrita en los Estados Unidos). Estrenada por el Grupo Rumbos, Pinar del Río, Cuba.
- Lorca con un vestido verde (Lorca in a Green Dress) de Nilo Cruz, publicada en Teatro cubano actual, dramaturgia escrita en los Estados Unidos).
- Abrázame fuerte (Tight Embrace) de Jorge Ignacio Cortiñas, publicada en Teatro cubano actual, dramaturgia escrita en los Estados Unidos.
- Teatro cubano actual, dramaturgia escrita en los Estados Unidos. Selección y traducción. Editorial/Alarcos, Colección Aire frío.
- Antología de teatro venezolano, Selección y prólogo. Editorial Tablas/Alarcos, Colección Clásicos del siglo XX.
- Destino del Teatro Hispano en los Estados Unidos (conferencia), Centro de Estudios Martianos, La Habana.
- Teatro Cubano de las dos orillas (conferencia), I Festival Internacional del Monólogo de Miami.

## Administración Teatral
- 1995-02	Presidente y director artístico del Grupo Cultural La Má Teodora, y director de la revista trimestral de artes escénicas Má Teodora.
- 1994	Coordinador de la programación internacional del Festival de Occidente de Venezuela.
- 1993-94	Asesor docente del Consejo Nacional de la Cultura de Venezuela, Compañías Regionales de Teatro.
- 1983-90	Teatro Avante, director artístico residente.
- 1987-90	Festival Internacional de Teatro Hispano de Miami, coordinador de la Programación Educativa.